# 米澤徹
米澤 徹（よねざわ てつ、1965年 - ）は、兵庫県出身の化学者。現在、北海道大学大学院工学研究院教授であり、先進材料ハイブリッド工学の研究室に属している。

## 受賞歴
- 2009年3月、日本分析化学会 ホットアーティクルアワードに選ばれる[2]。
- 2012年10月、日本分析化学会 2011 Analytical Sciences 最多引用論文賞を受賞[2]。
- 2015年4月、北京大学 Xinda Lectureshipに選ばれた[2]。
- 2016年5月、英国王立化学会のフェローを受賞した[3][4]。

## 著書
- ナノ粒子の創製と応用展開 フロンティアテクノシリーズ、フロンティア出版
- 金属ナノ・マイクロ粒子の形状・構造制御技術 新材料・新素材シリーズ シーエムシー出版